# Брашвиц
Брашвиц (нем. Braschwitz) — коммуна в Германии, в земле Саксония-Анхальт. 
Входит в состав района Заале. Подчиняется управлению Эстлихер Залькрайс.  Население составляет 1264 человека (на 31 декабря 2006 года). Занимает площадь 6,90 км². Официальный код  —  15 2 65 006.